# Nokia 3210
De Nokia 3210 was een zeer succesvolle mobiele telefoon van Nokia die voor het eerst in 1999 werd uitgebracht. Het had een paar eigenschappen die voor die tijd zeer vooruitstrevend waren, en in latere generaties mobiele telefoons standaard zijn geworden, zoals een ingebouwde antenne, verwisselbare frontjes en T9-tekstvoorspelling bij sms-berichten. Het toestel was een grote hit, vooral bij de jongere generatie gebruikers die graag gebruik maakten van de ingebouwde spelletjes zoals Snake of het versturen van simpele afbeeldingen naar elkaar.

## Afmetingen
Het volume van de telefoon is 97cc bij een gewicht van 133 gram. De dikte hangt af van de gebruikte batterij.

## Heruitgebracht
In 2010 werd de 3210 opnieuw in kleine oplage uitgebracht door het Franse Lëkki, voor een prijs van 85 euro. Voor tien euro meer kunnen klanten een eigen kleurencombinatie kiezen.